# 木里蓟
木里蓟（学名：Cirsium muliense）是菊科蓟属的植物，为中国的特有植物。分布于中国大陆的四川等地，生长于海拔3,200米的地区，一般生长在山坡干燥草地，目前尚未由人工引种栽培。